# Ланинка
Ланинка — деревня в Пронском районе Рязанской области. Входит в Погореловское сельское поселение

## География
Находится в юго-западной части Рязанской области на расстоянии приблизительно 6 км на восток-юго-восток по прямой от районного центра города Пронск.

## История
Отмечена была на карте 1850 года. В 1859 году здесь (тогда деревня Пронского уезда Рязанской губернии) было учтено 17 дворов, в 1897 — 25.

## Население
Численность населения: 346 человек (1859), 205 (1897), 31 (русские 97 %) в 2002 году, 18 в 2010.